# Конзуларна фактура
У међународном праву, конзуларна фактура представља вид доказивања аутентичности било ког правног документа, од стране конзулата, потписивањем и лепљењем црвене траке на документу. Пошиљке у међународној трговини често морају бити покривене конзуларном фактуром, као и друга документа као што су путне исправе (на пример сагласност родитеља за децу млађу од 18 година која путују без иједног родитеља), акредитиви и правна пуномоћја. 

## Конзуларне фактуре
Конзуларна фактура је документ, рађен најчешће у три примерка, који се предаје конзулу или амбасади земље у коју се добра извозе пре него што се испоруче у иностранство. Попуњена документа се затим шаљу заједно са робом и омогућују цариницима у одредишној земљи да провере квантитет, вредност и порекло пристиглих добара. Конзулат може наплатити проверу и одобрење докумената.
У Општем споразуму о царинама и трговини из 1952. године, предложено је укидање трговинских конзуларних фактура. 2005. године, Сједињене Америчке Државе и Уганда поднеле су предлог о укидању конзуларне фактуре Светској трговинској организацији.
Остали термини: konsularfaktura (немачки), facture consulaire (француски), factura consular (шпански), fattura consolare (италијански) и fatura consular (португалски).